# Blosio Palladio
Blosio Palladio (pseudonimo di Biagio Pallai; Collevecchio, ... – Roma, 8 dicembre 1550) è stato un poeta, architetto e vescovo cattolico italiano.

## Biografia
Dal 1518-1519 fu segretario del nunzio papale arcivescovo Latino Orsini, nel 1524 pubblica i Coryciana, una raccolta di poesie scelte composte a Roma in onore di un mecenate di nazionalità tedesca, Hans Goritz.
Fu anche autore dell'opera in versi Suburbanum Augustini Chisii  composta nel 1512, in onore della residenza suburbana del banchiere senese Agostino Chigi.
Il noto architetto e pittore Baldassarre Peruzzi, con il quale era stretto da una forte amicizia,  progettò per lui la villa di Monte Mario a Roma.
Fu segretario domestico sotto Papa Clemente VII, posizione che mantenne anche sotto papa Paolo III e poco prima della sua morte sotto papa Giulio III.
Paolo III lo nominò vescovo di Foligno nel 1540, ma non fu mai consacrato. Il 27 gennaio 1547 rinunciò alla diocesi.
Fu sepolto a Roma nella chiesa di Santa Maria in Aquiro.